# New American Gospel
New American Gospel (с англ. — «Новый американский госпел») — дебютный студийный альбом американской грув-метал-группы Lamb of God (второй, если учитывать Burn the Priest, выпущенный музыкантами под именем Burn the Priest), вышедший 26 сентября 2000 года на лейбле Prosthetic Records.
Спродюсированный Стивом Остином из группы Today Is The Day альбом был записан в апреле 2000 года в течение недели с небольшим бюджетом. New American Gospel был крайне положительно воспринят музыкальными критиками, и спустя 20 лет журналы Kerrang! и Metal Hammer признавали его одним из лучших релизов 2000 года. Альбом оказал большое влияние на становление «Новой волны американского хеви-метала» и считается знаковым релизом для американского метала.

## История

### Burn the Priest
В 1990 году Марк Мортон, Джон Кэмпбелл и Крис Адлер, жившие в одном общежитии Университета Содружества Виргинии, создали группу Burn the Priest, для которой сочиняли исключительно инструментальный материал. После окончания учёбы Мортон уехал в Чикаго обучаться в магистратуре по направлению «международные отношения», в то время как оставшиеся Кэмпбэлл и Адлер пригласили гитариста Эйба Спира и вокалиста Рэнди Блая. Через два года после ухода Мортона из группы, тот в итоге бросил учёбу и вновь присоединился к Burn the Priest.
В составе пяти человек, в 1998 году Burn the Priest за четыре дня записали одноименный дебютный альбом. Именно с этого альбома началось сотрудничество музыкантов со Стивом Остином, лидером Today Is The Day, который спродюсировал Burn the Priest. Идея пригласить Остина принадлежала Блаю, являвшимся поклонником Today Is The Day, и, во время работы над дебютной пластинкой, Burn the Priest и Остин быстро нашли общий язык, в итоге чего последний был в дальнейшем приглашён для работы над New American Gospel. Альбом вышел в 1999 году в количестве 2500 экземпляров и привлёк внимание лейбла Prosthetic Records, которые подписали с группой контракт на выпуск второго альбома.
После выхода Burn the Priest в группе произошло два существенных изменения. Во-первых, из-за ассоциаций с антихрианством и блэк-металом было решено сменить название на Lamb of God, и во-вторых, из коллектива ушёл Эйб Спир, который решил сфокусироваться на своей работе фотографом. На место Спира был приглашён младший брат Криса Адлера, Вилли Адлер.

### Создание альбома
В апреле 2000 года коллектив вернулся в студию Стива Остина и начал работу над New American Gospel. Бюджет альбома составил 5 000 долларов, и у группы было всего семь дней для создания альбома, включая сведение и мастеринг. Из-за ограниченного бюджета и времени запись проходила очень напряжённо, и музыканты практически постоянно находились в студии, под конец записи бодрствуя по двое суток. Крис Адлер рассказывал в интервью, что однажды музыканты, заметив напряжённость барабанщика, дали тому микрофон, отвели в комнату записи и сказали «выпустить весь пар». Адлер лёг на пол и просто начал кричать в микрофон изо всех сил. В итоге запись этого крика была вставлена в начало песни «The Black Dahlia». По воспоминания Марка Мортона, в то время они регулярно употребляли алкогольные напитки и большую часть студийного времени музыканты были пьяны. В 2011 году Крис Адлер выпустил книгу «Создание New American Gospel — табулатура для барабанов, рассказы и размышления» (англ. The making of Lamb of God's New American Gospel — Drum Tablature, Short Stories and Reflections), в которой описывает первые дни коллектива и процесс записи дебютного альбома.
Открывающая песня «Black Label» была написана одной из последних, однако после создания вступительного риффа музыканты сразу решили поставить эту песню в начало альбома. В итоге «Black Label» стала одной из самых известных песен Lamb of God и исполнялась практически на каждом концерте. Песня «In the Absence of the Sacred» была названа в честь книги Джерри Мендера и посвящена стремительному развитию технологий и проникновению их в повседневную жизнь людей. «Letter to the Unborn» посвящена дочери Блая, которая умерла вскоре после своего рождения. Текст песни был написан ещё во время беременности бывшей жены Блая и из-за личного характера своего содержания никогда не публиковался. «The Black Dahlia» посвящена нераскрытому до сих пор убийству Элизабет Шорт, известной также под псевдонимом «Чёрный георгин» (англ. Black Dahlia).
В «Terror and Hubris in the House of Frank Pollard» поётся о реально существующем художнике Фрэнке Полларде, друге Блая. Часть песни отсылает к его работам, тогда как другая посвящена вечеринкам, проходившим у него дома. «Pariah» посвящена знакомому Блая, героиновому наркоману, с которым у музыканта были очень напряжённые отношения. По словам самого вокалиста: «Я так его презирал, что написал о нём песню».
Название «O.D.H.G.A.B.F.E.» расшифровывается как «Officer Dick Head Gets a Black Fucking Eye» (с англ. — «Офицер Мудак получает в ёбаный глаз»). Песня рассказывает о случае, произошедшем с Блаем в Сан-Франциско, когда он с друзьями пытался укрыться от дождя и найти место для ночлега в заброшенном здании, однако вскоре к ним приехали сотрудники полиции, арестовали их и посадили в автозак. Во время поездки Блай пытался переместить свои руки, скованные наручниками, из-за спины вперёд себя, однако они застряли на полпути на его ягодицах. Попытавшись вернуть их обратно за спину, офицеры полиции заметили его попытки и, доехав до полицейского участка, вытащили вокалиста из машины, пнули его и начали заламывать руки за спину. От испуга и боли Блай начал смеяться, что разозлило полицейских, и они начали избивать его, сломав тому несколько рёбер.

## Реакция критиков
| Оценки критиков | Оценки критиков |
| Источник        | Оценка          |
| --------------- | --------------- |
| AllMusic        | [ 10 ]          |
| Exclaim!        | без оценки      |
| Ultimate Guitar | [ 12 ]          |

Альбом был благожелательно принят музыкальными критиками. Патрик Кеннеди в своём ретроспективном обзоре для AllMusic отмечал техничность музыкантов и отличное написание мелодий и риффов для песен с упором на создание тяжёлого материала. В рецензии канадского журнала Exclaim! Грег Пратт крайне положительно отзывался об альбоме, назвав его «одним из самых тяжёлых, самых честных и брутальных метал-дисков на данный момент». Пратт отдельно упоминал впечатляющее исполнение барабанщика Криса Адлера и мастерское сочетание грув-метала с техничной игрой в стиле Meshuggah. Дэвид Би Рот из MetalSucks подчёркивал «сырое» звучание альбома и агрессию ещё начинающей группы, оценив тексты и энергетику альбома: «New American Gospel — это звучание группы, отчаявшейся быть услышанной. Эта группа знает, что она хороша, и они будут избивать вас, пока вы не согласитесь».
Альбом является знаковым для современного американского метала, оказав большое влияние на становление «Новой волны американского хеви-метала» и сделав Lamb of God одной из ключевых групп этого течения. Дэн Эпштейн из Revolver писал, что в то время, когда в рок-музыке доминировал ню-метал, «New American Gospel был настоящим звуковым праздником для изголодавшихся по трэшу слушателей со всего мира». Альбом признавался одним из лучших альбомов 2000 года — Kerrang! поставил его на 12 место в списке «50 лучших альбомов 2000 года», а Metal Hammer включил New American Gospel в свой список «20 лучших метал-альбомов 2000 года». MetalSucks поставили альбом на 18 позицию в списке «21 лучший альбом 21-го века», отметив при этом, что «этот грубый, но бесспорно жестокий альбом открыл новую эру на континентальной сцене».

## Список композиций
Все тексты написаны Рэнди Блаем, за исключением «Confessional» (насана в соавторстве с Марком Мортоном) и «Terror and Hubris in the House of Frank Pollard» (написана в соавторстве со Стивом Остином), вся музыка написана Lamb of God.
| №                   | Название                                          | Длительность |
| ------------------- | ------------------------------------------------- | ------------ |
| 1.                  | «Black Label»                                     | 4:52         |
| 2.                  | «A Warning»                                       | 2:23         |
| 3.                  | «In the Absence of the Sacred»                    | 4:36         |
| 4.                  | «Letter to the Unborn»                            | 2:56         |
| 5.                  | «The Black Dahlia»                                | 3:19         |
| 6.                  | «Terror and Hubris in the House of Frank Pollard» | 5:37         |
| 7.                  | «The Subtle Arts of Murder and Persuasion»        | 4:10         |
| 8.                  | «Pariah»                                          | 4:24         |
| 9.                  | «Confessional»                                    | 4:01         |
| 10.                 | «O.D.H.G.A.B.F.E.»                                | 5:14         |
| Общая длительность: | Общая длительность:                               | 41:32        |

| №                   | Название                                         | Длительность |
| ------------------- | ------------------------------------------------ | ------------ |
| 11.                 | «Nippon» (трек японского издания)                | 3:55         |
| 12.                 | «New Willenium» (демо-версия «The Black Dahlia») | 3:06         |
| 13.                 | «Half-Lid» (демо-версия «A Warning»)             | 2:28         |
| 14.                 | «Flux» (демо-версия «Pariah»)                    | 4:24         |
| Общая длительность: | Общая длительность:                              | 55:25        |

## Участники записи
Lamb of God
- Рэнди Блай — вокал
- Марк Мортон (на альбоме указан как Duane[3]) — гитара
- Вилли Адлер — гитара
- Джон Кэмпбелл — бас-гитара
- Крис Адлер — ударные, продюсирование

Дополнительный персонал
- Стив Остин — продюсирование, звукорежиссура, сведение, мастеринг, приглашённый вокал на «Terror and Hubris in the House of Frank Pollard»
- Кен Адамс — обложка
- Эйб Спир — фотографии